# Berezivka, Ripkî
Berezivka (în ucraineană Березівка) este un sat în comuna Smolîhivka din raionul Ripkî, regiunea Cernihiv, Ucraina.

## Demografie
Componența lingvistică a localității Berezivka
     Ucraineană (96,61%)
     Rusă (1,69%)
     Română (1,69%)
Conform recensământului din 2001, majoritatea populației localității Berezivka era vorbitoare de ucraineană (96,61%), existând în minoritate și vorbitori de rusă (1,69%) și română (1,69%).